# Németh Kornél (motokrosszversenyző, 1954)
Németh Kornél (Nagykanizsa, 1954. február 7. —) 9-szeres magyar bajnok motokrossz versenyző, a magyar motokrossz legendás alakja. Ifj. Németh Kornél édesapja.

## Pályafutása
1954. február 7-én született Nagykanizsán. Édesapja a forradalom nyomán 1957-ben meghalt, ők pedig ki lettek telepítve - Kaposvárra kerültek. Édesanyjának egy kifőzdéje volt a városban, abból próbálták eltartani magukat. Kaposváron járt iskolába és 7-8 évesen került kapcsolatba a sporttal. Labdarúgással kezdett, később a nővére egy udvarlója révén az ökölvívás is bejött a képbe - ezek mellett pedig a motorozás is érdekelte. Egy ponton választania kellett a három sportág közül. Kaposváron rendeztek egy motoros tehetségkutatót, ami után felvételt nyert a helyi egyesületbe - innentől csak a motorozásra koncentrált.
A '70-es évek elején kezdett versenyezni. 1975-ben annyira jól sikerült a felkészülése és olyan jól fejlődött, hogy 18 évesen a magyar bajnokságban a mezőny elejében találta magát. Ekkor már magyar válogatott volt, vitték külföldi versenyekre is. '75-ben viszont az év későbbi szakaszában a sorkötelesség miatt a Budapest Honvédhoz került - ott 2 évet töltött el és rengeteget fejlődött. '76-ban második lett az Ob-n egy sérülékeny, megbízhatatlan motorral - a rákövetkező évben aztán a Honvéd biztosított neki egy új KTM-et, amivel már meg is tudta nyerni a magyar bajnokságot és nyert nemzetközi színtéren is. '77-ben leszerelt a honvédségnél és visszament Kaposvárra. A Volánnál dolgozott, de mellette lehetőséget adtak neki arra, hogy a sportra is koncentrálhasson. Ezt követően 1982-ig állandó résztvevője volt a magyar bajnokságnak, egy-egy alkalommal pedig a világbajnokságon is elindulhatott.
'82-ben egy Husqvarnával folytatta a pályafutását és a gyár invitálására még Svédországba is költözött néhány hónapra. Idővel azonban nagy honvágya támadt, így hamarosan hazaköltözött a családjához. 1983-ban meg is született fia, ifj. Németh Kornél. Magyar versenyzőként akkoriban indulhatott a Béke Barátság Kupán, ami a szocialista országok versenye volt (akkoriban a világ legjobb 10 versenyzőjéből 6 szocialista országból jött, így erős volt a mezőny). 1984-ben a magyar csapat fantasztikusan teljesített, az élen Németh Kornéllal: a kaposvári motoros megnyerte a BBK-t és az egyéni értékelés első helyén végzett. Talán ez volt pályafutása csúcsa.
1984-ben a Cserénfa versenyen bukott és kézsérülést szenvedett. Ezt követően nézeteltérése támadt a csapatával, így elhagyta Kaposvárt. Előbb Szekszárdra került, majd később Pécsről kapott ajánlatot, de egyik helyen sem érezte otthon magát. 500 cm³-ben bajnok tudott lenni ugyan, de visszavágyott Kaposvárra - vissza is tért korábbi sikerei színhelyére, ahol a Volán színeiben 1987-ben fejezte be a pályafutását. Ezt követően edzői feladatokat kapott. Egy évig vitte az egyesület edzéseit, később pedig két évig még a válogatott edzője is volt. Később elköltöztek Balatonszemesre, ahol a motokrossz mellett a helyi ökölvívó szakosztályt is vezette. Az edzősködés a mai napig élete részét képezi. Az elmúlt évtizedekben majdnem minden komolyabb magyar motokrossz versenyző képzésében szerepet vállalt. Ezen a téren az ő személye megkerülhetetlen ebben a szakágban.